# NGC 373
NGC 373 é uma galáxia elíptica (E) localizada na direcção da constelação de Pisces. Possui uma declinação de +32° 18' 32" e uma ascensão recta de 1 horas, 06 minutos e 58,3 segundos.